# Подводные лодки типа «Гато»
Подводные лодки типа «Гато» (англ. gato, вид кошачьей акулы, заимствование от исп. el gato, кот) — серия американских подводных лодок времён Второй мировой войны. Основанный на предыдущем проекте «Тамбор», проект «Гато» претерпел значительные модернизации, улучшившие патрульные и боевые качества субмарин. Модифицированные дизельные двигатели и аккумуляторные батареи увеличили дальность и длительность патрулирования. Также существенно улучшились условия обитания экипажа. Класс «Gato» носит имя первого корабля в серии, USS Gato (SS-212).
Некоторые субмарины класса «Гато» сохранились в качестве памятников: USS Cavalla (SS-244) установлена в Seawolf Park, USS Cobia (SS-245) — экспонат морского музея в Висконсине, а USS Drum (SS-228) находится в музее Battleship Memorial Park.

## Основные характеристики
- Энергетическая установка:
  - Четыре 16-цилиндровых дизельных двигателя модели 278A производства General Motors мощностью по 1350 л. с. (1000 кВт), кроме субмарин SS 228—239 и SS275-284, оснащённых 10-цилиндровыми дизелями моделей 38D-81/8 производства Fairbanks-Morse;
  - Два электромотора производства General Electric мощностью 1370 л. с. (1020 кВт), кроме SS 228—235, оснащённых моторами Elliott Motor и SS 257—264, с моторами производства Allis-Chalmers;
  - Две 126-элементные аккумуляторные батареи пр-ва Exide, кроме SS 261, 275—278, и 280, с батареями производства Gould.
  - два гребных винта.

- Дальность плавания:
  - В надводном положении 11 800 морских миль на 10 узлах (21 900 км при 19 км/ч),
  - В подводном положении 100 морских миль на 3 узлах (185 км при 5,6 км/ч).
- Длительность погружения: 48 часов.

## Интересные факты
- USS Gato (SS-212), USS Balao (SS-285) и USS Tench (SS-417), не имевшие кардинальных отличий, стали основателями самого многочисленного класса американских субмарин.
- Говард В. Гилмор, капитан USS Growler (SS-215) был первым из подводников награждён Медалью Почёта. 7 февраля 1943 года Гилмор, находясь на мостике, был ранен с борта японского транспорта Hayasaki и отдал необходимый приказ на немедленное погружение, хотя сам не успел добраться до люка вовремя.
- USS Darter (SS-227) стала единственной американской субмариной, погибшей в результате посадки на мель. Была уничтожена судами ВМФ США.
- Книга Эдварда Бича Submarine! является своеобразной элегией по субмарине USS Trigger (SS-237) класса «Гато».
- USS Wahoo (SS-238), под командованием одного из известнейших подводников США, Дадли «Маш» Мортона, первой из американских субмарин проникла в Японское море. Она была потоплена в 1943 году при возвращении из второго похода в тот регион.
- USS Cobia (SS-245) потопила японские транспорты, идущие с танковыми частями в качестве подкрепления на Иводзиму.
- USS Flasher (SS-249) стала самой результативной субмариной США во Второй мировой войне. Тоннаж потопленных ей судов составил 100 231 брт по подсчётам JANAC.
- USS Harder (SS-257) под командованием Samuel D. Dealey, стала единственной подлодкой, потопившей за свою карьеру 5 эскортных кораблей. Из них четыре были потоплены в течение одного похода.
- USS Mingo (SS-261) была продана в Японию после войны и служила под именем Kuroshio.
- USS Cavalla (SS-244) потопила японский авианосец Shōkaku, который ранее участвовал в атаке на Пёрл-Харбор.
- USS Drum (SS-228) Исполнила роль Северо-Корейской субмарины в боевике 1992 год "В осаде".
- USS Silversides (SS-236) Исполнила роль американской субмарины USS Tiger Shark в фильме Дэвида Туи "Глубина"

## Представители
| - USS Gato (SS-212) - USS Greenling (SS-213) - USS Grouper (SS-214) - USS Growler (SS-215) - USS Grunion (SS-216) - USS Guardfish (SS-217) - USS Albacore (SS-218) - USS Amberjack (SS-219) - USS Barb (SS-220) - USS Blackfish (SS-221) - USS Bluefish (SS-222) - USS Bonefish (SS-223) - USS Cod (SS-224) - USS Cero (SS-225) - USS Corvina (SS-226) - USS Darter (SS-227) - USS Drum (SS-228) - USS Flying Fish (SS-229) - USS Finback (SS-230) - USS Haddock (SS-231) - USS Halibut (SS-232) - USS Herring (SS-233) - USS Kingfish (SS-234) - USS Shad (SS-235) - USS Silversides (SS-236) - USS Trigger (SS-237) - USS Wahoo (SS-238) - USS Whale (SS-239) - USS Angler (SS-240) - USS Bashaw (SS-241) - USS Bluegill (SS-242) - USS Bream (SS-243) - USS Cavalla (SS-244) - USS Cobia (SS-245) - USS Croaker (SS-246) - USS Dace (SS-247) - USS Dorado (SS-248) - USS Flasher (SS-249) - USS Flier (SS-250) | - USS Flounder (SS-251) - USS Gabilan (SS-252) - USS Gunnel (SS-253) - USS Gurnard (SS-254) - USS Haddo (SS-255) - USS Hake (SS-256) - USS Harder (SS-257) - USS Hoe (SS-258) - USS Jack (SS-259) - USS Lapon (SS-260) - USS Mingo (SS-261) - USS Muskallunge (SS-262) - USS Paddle (SS-263) - USS Pargo (SS-264) - USS Peto (SS-265) - USS Pogy (SS-266) - USS Pompon (SS-267) - USS Puffer (SS-268) - USS Rasher (SS-269) - USS Raton (SS-270) - USS Ray (SS-271) - USS Redfin (SS-272) - USS Robalo (SS-273) - USS Rock (SS-274) - USS Runner (SS-275) - USS Sawfish (SS-276) - USS Scamp (SS-277) - USS Scorpion (SS-278) - USS Snook (SS-279) - USS Steelhead (SS-280) - USS Sunfish (SS-281) - USS Tunny (SS-282) - USS Tinosa (SS-283) - USS Tullibee (SS-284) - USS Golet (SS-361) - USS Guavina (SS-362) - USS Guitarro (SS-363) - USS Hammerhead (SS-364) |

| USS Gato (SS-212), декабрь 1941 года | USS Drum (SS-228), в музее Battleship Memorial Park. |
| USS Gato (SS-212), декабрь 1941 года | USS Wahoo (SS-238), 14 июля 1943.                    |